# Seven de Francia 2004
El Seven de Francia de 2004 fue la sexta edición del torneo francés de rugby 7, fue el séptimo torneo de la temporada 2003-04 de la Serie Mundial Masculina de Rugby 7.
Se disputó en la instalaciones del Stade Chaban-Delmas de Burdeos.

## Fase de grupos

### Grupo A
| Equipo        | Encuentros | Encuentros | Encuentros | Encuentros | Tantos  | Tantos    | Tantos     | Puntos |
| Equipo        | jugados    | ganados    | empatados  | perdidos   | a favor | en contra | diferencia | Puntos |
| ------------- | ---------- | ---------- | ---------- | ---------- | ------- | --------- | ---------- | ------ |
| Nueva Zelanda | 3          | 3          | 0          | 0          | 115     | 15        | 100        | 9      |
| Canadá        | 3          | 2          | 0          | 1          | 55      | 47        | 8          | 7      |
| Francia       | 3          | 1          | 0          | 2          | 28      | 71        | -43        | 5      |
| Rusia         | 3          | 0          | 0          | 3          | 24      | 89        | -65        | 3      |

Nota: Se otorgan 3 puntos al equipo que gane un partido, 2 al que empate y 1 al que pierda

### Grupo B
| Equipo     | Encuentros | Encuentros | Encuentros | Encuentros | Tantos  | Tantos    | Tantos     | Puntos |
| Equipo     | jugados    | ganados    | empatados  | perdidos   | a favor | en contra | diferencia | Puntos |
| ---------- | ---------- | ---------- | ---------- | ---------- | ------- | --------- | ---------- | ------ |
| Inglaterra | 3          | 3          | 0          | 0          | 86      | 29        | 57         | 9      |
| Australia  | 3          | 2          | 0          | 1          | 85      | 39        | 46         | 7      |
| Kenia      | 3          | 1          | 0          | 2          | 51      | 66        | -15        | 5      |
| España     | 3          | 0          | 0          | 3          | 24      | 112       | -88        | 3      |

### Grupo C
| Equipo    | Encuentros | Encuentros | Encuentros | Encuentros | Tantos  | Tantos    | Tantos     | Puntos |
| Equipo    | jugados    | ganados    | empatados  | perdidos   | a favor | en contra | diferencia | Puntos |
| --------- | ---------- | ---------- | ---------- | ---------- | ------- | --------- | ---------- | ------ |
| Sudáfrica | 3          | 3          | 0          | 0          | 83      | 34        | 49         | 9      |
| Fiyi      | 3          | 2          | 0          | 1          | 65      | 52        | 13         | 7      |
| Escocia   | 3          | 1          | 0          | 2          | 52      | 67        | -15        | 5      |
| Portugal  | 3          | 0          | 0          | 3          | 36      | 83        | -47        | 3      |

### Grupo D
| Equipo    | Encuentros | Encuentros | Encuentros | Encuentros | Tantos  | Tantos    | Tantos     | Puntos |
| Equipo    | jugados    | ganados    | empatados  | perdidos   | a favor | en contra | diferencia | Puntos |
| --------- | ---------- | ---------- | ---------- | ---------- | ------- | --------- | ---------- | ------ |
| Samoa     | 3          | 3          | 0          | 0          | 109     | 22        | 87         | 9      |
| Argentina | 3          | 2          | 0          | 1          | 83      | 57        | 26         | 7      |
| Italia    | 3          | 1          | 0          | 2          | 43      | 92        | 49         | 5      |
| Georgia   | 3          | 0          | 0          | 3          | 26      | 90        | -64        | 3      |

## Fase Final

### Cuartos de final
| 29 de mayo | Nueva Zelanda | 17 - 12 | Australia |  |  |

| 29 de mayo | Fiyi | 24 - 7 | Samoa |  |  |

| 29 de mayo | Inglaterra | 36 - 0 | Canadá |  |  |

| 29 de mayo | Sudáfrica | 14 - 10 | Argentina |  |  |

### Semifinal
| 29 de mayo | Nueva Zelanda | 24 - 10 | Fiyi |  |  |

| 29 de mayo | Inglaterra | 17 - 14 | Sudáfrica |  |  |

### Final
| 29 de mayo | Nueva Zelanda | 28 - 19 | Inglaterra |  |  |

| Bandera de Nueva Zelanda |
| Campeón Nueva Zelanda    |
| 2º título del circuito   |